# Proterocosma
Proterocosma is een geslacht van vlinders uit de familie prachtmotten (Cosmopterigidae).

## Soorten
- P. anarithma Meyrick, 1888
- P. chionopsamma Meyrick, 1886
- P. dualis Diakonoff, 1954
- P. epizona Meyrick, 1886
- P. marginata Diakonoff, 1954
- P. ochronota Meyrick, 1886
- P. triplanetis Meyrick, 1886